# (1397) Umtata
(1397) Umtata – planetoida z pasa głównego asteroid okrążająca Słońce w ciągu 4 lat i 146 dni w średniej odległości 2,68 au. Została odkryta 9 sierpnia 1936 roku w Union Observatory w Johannesburgu przez Cyrila Jacksona. Nazwa planetoidy pochodzi od miasta Umtata, stolicy bantustanu Transkei. Przed jej nadaniem planetoida nosiła oznaczenie tymczasowe (1397) 1936 PG.